# Caryocar costaricense
Caryocar costaricense är en tvåhjärtbladig växtart som beskrevs av John Donnell Smith. Caryocar costaricense ingår i släktet Caryocar och familjen Caryocaraceae. Internationella naturvårdsunionen IUCN kategoriserar arten globalt som sårbar.
Artens utbredningsområde är Costa Rica. Inga underarter finns listade i Catalogue of Life.